# 苫徹拔都兒
苫徹拔都兒（?—?），钦察人，元朝将领。
苫彻初事窝阔台，担任任阿黑塔臣，掌管牧马。随从窝阔台攻打金朝凤翔，戰潼關，有功。跟随大將速不台攻汴京（今开封市）。苫徹率死士攻克河南木柵，賜良馬十匹。師還，金將高都尉截击，苫徹拔都兒迎擊斬其首，賜白金五十兩、幣四匹。攻打蔡州，苫徹拔都兒以鐵椎擊殺金朝佩虎符立城上的守將。跟随皇子阔出进湖北攻南宋的枣阳，跟随口溫不花攻光州，一日五戰，攻克光州。賜黃金五十兩、白金酒器一事、馬三十匹，升百户，赐号“拔都儿”（勇士），故称苫徹拔都兒。苫徹拔都兒與千戶忽孫在滁州击败宋兵。蒙哥汗时，跟随忽必烈攻打鄂州。1259年，在鄂州城下谕降，与脱欢在鄂州大败宋军。被賜黃金五十兩。中統三年（1262年），为蔡州蒙古汉军万户府千户。至元二年（1265年）秋，由安慶入廬州，埋伏在竹林擊殺宋军。至元四年（1267年）九月，元帥阿朮率军抵达襄陽安陽灘，苫徹拔都兒在渡口擊败宋兵。至元五年（1268年），從阿朮圍攻襄陽，奪得宋將夏貴米船。阿朮入漢江，以其有戰功，派他和扎剌兒引軍南下，俘获八十人。至元十年（1273年）八月，略地淮東。至元十一年（1274年），招抚鄂州。至元十二年（1275年），招抚滁州，誅杀王安撫。改任武略將軍、管軍千戶。五月，在大江北岸伏兵，擊敗宋軍。至元十三年（1276年），再入淮东，转任滁州总管府達魯花赤。宋都統姜才率軍到高郵取糧。苫徹拔都兒跟随史萬戶奪其馬、糧橐二萬，平淮東后，入朝。至元十四年（1277年），至懷剌合都討伐只里瓦歹（只鲁斡带），改任宣武將軍、滁州路緫管府達魯花赤。
至元十七年（1280年），告老辞归，率其子脫歡、其孫麻兀入見。忽必烈命以脫歡為宣武將軍、管軍总管，佩金符；麻兀為滁州路总管府達魯花赤。其後脫歡以征日本之功，授明威將軍、滁州萬戶府達魯花赤，升任昭勇大將軍、征行軍萬戶府達魯花赤，佩三珠虎符。又以征爪哇之功，升任昭毅大將軍，鎮守無為滁州萬戶府達魯花赤。苫彻拔都儿次子鎖住，襲職。

## 延伸阅读
[在维基数据编辑]
 《元史·卷123》，出自宋濂《元史》
 《新元史/卷152》，出自柯劭忞《新元史》